# Pinchazo de bruja

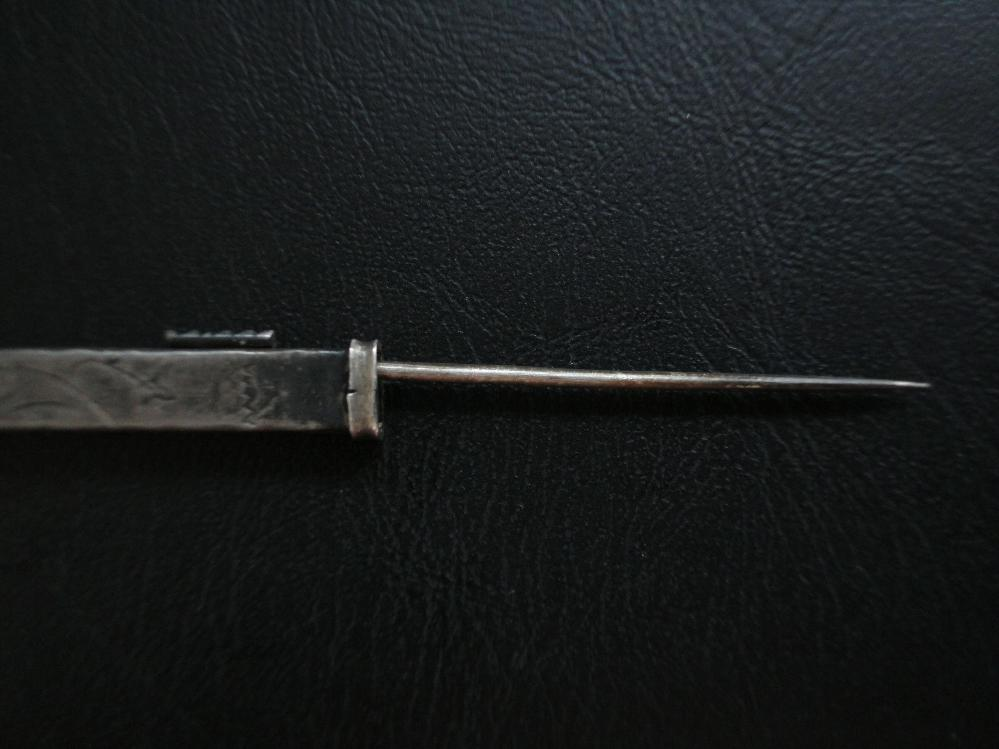
Parte de una aguja escocesa para pinchar brujas.

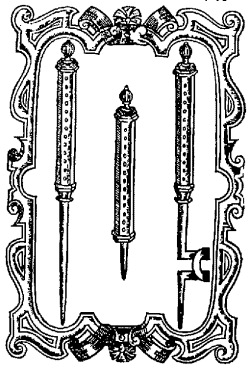
Agujas utilizadas por los hechiceros ambulantes.

Los pinchazos de brujas era una práctica que se realizaba durante las cazas de brujas para identificar a las personas que debían ser acusadas de brujería. El procedimiento se basaba en la creencia de que el cuerpo de cada bruja tendría una marca de bruja. Esta marca podía identificarse porque, al pincharla, la bruja no sentía dolor.

## Historia
Durante el apogeo de los juicios de brujas de los siglos XVI y XVII, la creencia común era que se podía descubrir a una bruja pinchando su piel con agujas, alfileres y punzones, instrumentos con forma de daga para pasar cintas a través de dobladillos o perforar agujeros en la tela. Esta práctica se derivaba de la creencia de que todas las brujas y hechiceras llevaban una marca de la bruja que no sentía dolor ni sangraba al ser pinchada.
La marca por sí sola no era suficiente para condenar a una persona, pero se sumaba a las pruebas. El pinchazo era una práctica habitual en toda Europa. Los cazadores de brujas profesionales se ganaban la vida desenmascarando supuestas brujas, viajando de ciudad en ciudad para realizar sus servicios. De estos buscadores se han conservado mangos huecos de madera y puntas retráctiles, que darían la apariencia de que la carne de una bruja acusada ha sido penetrada hasta la empuñadura sin marca, sangre ni dolor. Se han encontrado otras agujas especialmente diseñadas con un extremo afilado y otro romo. Mediante un juego de manos, el extremo afilado se podría usar sobre carne "normal", extrayendo sangre y causando dolor, mientras que el extremo romo invisible se usaría sobre la "marca de bruja".

## En la literatura
El pinchazo de bruja forma parte de la trama en la novela de 1927 Witch Wood, de John Buchan, y de la novela de 1967 Witch Bane, de Robert Neill.